# Svítání na západě
Svítání na západě (cz. Świtanie na zachodzie) – tomik wierszy Otokara Březiny, opublikowany w 1896. Zawiera dwadzieścia jeden wierszy. Są to między innymi *** [Ples věčných svítání do soumraků mých zpíval], Ranní modlitba, Tys nešla, Vteřiny, Proč odvracíš se, o Slabá?, Legenda tajemné viny, Slyším v duši:, Žalm ke cti nejvyššího Jména i Tajemství bolesti.
Składające się na tomik utwory są napisane albo wierszem regularnym, czeskim aleksandrynem, jak otwierający zbiorek utwór bez tytułu, albo wierszem wolnym.

Ples věčných svítání do soumraků mých zpíval,
v nach růží západních se třásl rosou jitřní.
Den času nového mé slunce rudě stmíval,
však šerem duše mé lil tajnou záři vnitřní.